# Stanisław Brzostowski (wojewoda)
Stanisław Brzostowski herbu Strzemię (ur. 2 marca 1733 w Wołkołacie, zm. 8 kwietnia 1769 w Rubieżewiczach) – wojewoda inflancki w latach 1767-1769, starosta bystrzycki w 1762 roku, starosta radoszkowicki i propojski, pułkownik wojsk litewskich.

## Życiorys
Wielokrotnie posłował na sejm: w latach 1754 i 1760 z powiatu oszmiańskiego, w 1761 z pińskiego i w 1762 z brasławskiego. Był pułkownikiem petyhorskim i szefem Pułku Buławy Wielkiej Litewskiej. Jako stronnik Karola Stanisława Radziwiłła Panie Kochanku zbrojnie osłaniał sesję Trybunału Litewskiego w 1763, zagrożonego interwencją wojsk rosyjskich wezwanych przez Familię Czartoryskich. Był marszałkiem litewskim konfederacji generalnej radomskiej w 1767. W czasie konfederacji barskiej przeszedł na stronę Rosjan. Podpisywał się jako odznaczony polskimi Orderem Orła Białego i Orderem św. Stanisława oraz rosyjskimi Orderem św. Andrzeja i Orderem św. Aleksandra. Był pierwszym mężem Teofili Radziwiłł.